# Narek Grigoryan
Narek Grigoryan (en arménien : Նարեկ Գրիգորյան), né le 17 juin 2001 à Erevan en Arménie, est un footballeur international arménien évoluant au poste d'ailier droit au Farul Constanța.

## Biographie

### En club
Né à Erevan en Arménie, Narek Grigoryan est formé par le FC Urartu (alors appelé Banants Erevan), club avec lequel il commence sa carrière professionnelle. Il joue son premier match avec l'équipe première le 4 mars 2018, lors d'une rencontre de championnat face au Shirak FC. Il entre en jeu et son équipe s'impose par trois buts à zéro.
Grigoryan marque son premier but pour l'équipe première du FC Urartu le 1er août 2023, contre le Noravank SC lors de la première journée de la saison 2023-2024 de première division arménienne. Il marque deux minutes après son entrée en jeu en ouvrant également le score, contribuant ainsi à la victoire de son équipe par trois buts à zéro,.
En février 2022, Narek Grigoryan est prêté au Jagiellonia Białystok jusqu'à la fin de la saison, avec option d'achat.
Le 30 août 2023, Narek Grigoryan rejoint la Roumanie afin de signer en faveur du Farul Constanța.

### En sélection
Narek Grigoryan commence sa carrière internationale avec l'équipe d'Arménie des moins de 17 ans, jouant trois matchs en 2017.
Narek Grigoryan est convoqué pour la première fois avec l'équipe nationale d'Arménie par le sélectionneur Joaquín Caparrós en novembre 2021. Il honore sa première sélection lors de ce rassemblement, le 11 novembre 2021 contre la Macédoine du Nord. Il entre en jeu à la place de Tigran Barseghyan et son équipe est battue par cinq buts à zéro.